# Saison 13 de RuPaul's Drag Race
La treizième saison de RuPaul's Drag Race est diffusée pour la première fois du 1er janvier 2021 au 23 avril 2021 sur VH1 aux États-Unis et sur WOW Presents Plus à l'international.
Le 21 août 2020, l'émission est renouvelée pour sa treizième saison. Le casting est composé de treize candidates et est dévoilé le 9 décembre 2020 lors d'un live YouTube présenté par Jaida Essence Hall, gagnante de la saison précédente, et sur les réseaux sociaux.
La gagnante de la saison reçoit un an d'approvisionnement de maquillage chez Anastasia Beverly Hills et 100 000 dollars américains.
La gagnante de la saison est Symone, avec Kandy Muse comme seconde.
Le dernier épisode de la saison est dédié à Chi Chi DeVayne, drag queen américaine, candidate de la huitième saison de RuPaul's Drag Race et de la troisième saison de RuPaul's Drag Race All Stars, décédée le 20 août 2020.

## Candidates
(Les noms et âges donnés sont ceux annoncés au moment de la compétition.)
| Candidate         | Âge | Résidence                  | Classement        |
| ----------------- | --- | -------------------------- | ----------------- |
| Symone            | 27  | Los Angeles, Californie    | Gagnante          |
| Kandy Muse        | 24  | New York, État de New York | Seconde           |
| Gottmik           | 23  | Los Angeles, Californie    | 3e place 4e place |
| Rosé              | 26  | New York, État de New York | 3e place 4e place |
| Olivia Lux        | 25  | New York, État de New York | 5e place          |
| Utica Queen       | 24  | Utica, Minnesota           | 6e place          |
| Tina Burner       | 34  | New York, État de New York | 7e place          |
| Denali            | 24  | Chicago, Illinois          | 8e place          |
| Elliott with 2 Ts | 33  | Las Vegas, Nevada          | 9e place          |
| LaLa Ri           | 33  | Atlanta, Géorgie           | 10e place         |
| Tamisha Iman      | 30  | Atlanta, Géorgie           | 11e place         |
| Joey Jay          | 26  | Phoenix, Arizona           | 12e place         |
| Kahmora Hall      | 29  | Chicago, Illinois          | 13e place         |

## Progression des candidates
|                   | Épisode | Épisode | Épisode | Épisode | Épisode | Épisode | Épisode | Épisode | Épisode | Épisode | Épisode | Épisode | Épisode | Épisode | Épisode | Épisode        |
| 1                 | 2       | 3       | 4       | 5       | 6       | 7       | 8       | 9       | 10      | 11      | 12      | 13      | 14      | 15      | 16      |                |
| ----------------- | ------- | ------- | ------- | ------- | ------- | ------- | ------- | ------- | ------- | ------- | ------- | ------- | ------- | ------- | ------- | -------------- |
| Symone            | WIN     | WIN     |         | WIN     | SAFE    | SAFE    | HIGH    | BTM2    | SAFE    | WIN     | WIN     | BTM2    | HIGH    | SAFE    | INVITÉE | GAGNANTE       |
| Kandy Muse        | WIN     | SAFE    |         | HIGH    | SAFE    | BTM2    | HIGH    | BTM2    | SAFE    | HIGH    | HIGH    | WIN     | BTM2    | SAFE    | INVITÉE | SECONDE        |
| Gottmik           | WIN     | SAFE    |         | SAFE    | WIN     | SAFE    | SAFE    | HIGH    | WIN     | HIGH    | LOW     | HIGH    | HIGH    | SAFE    | INVITÉE | ÉLIMINÉE       |
| Rosé              | LOSS    |         | TOP2    | HIGH    | HIGH    | SAFE    | SAFE    | WIN     | HIGH    | LOW     | WIN     | HIGH    | WIN     | SAFE    | INVITÉE | ÉLIMINÉE       |
| Olivia Lux        | WIN     | TOP2    |         | SAFE    | SAFE    | WIN     | WIN     | SAFE    | LOW     | BTM2    | LOW     | LOW     | ELIM    |         | INVITÉE | INVITÉE        |
| Utica Queen       | LOSS    |         | SAFE    | SAFE    | HIGH    | LOW     | LOW     | SAFE    | BTM2    | WIN     | BTM2    | ELIM    |         |         | INVITÉE | INVITÉE        |
| Tina Burner       | WIN     | SAFE    |         | SAFE    | SAFE    | HIGH    | SAFE    | LOW     | SAFE    | LOW     | ELIM    |         |         |         | INVITÉE | INVITÉE        |
| Denali            | LOSS    |         | WIN     | BTM2    | SAFE    | SAFE    | SAFE    | HIGH    | HIGH    | ELIM    |         |         |         |         | INVITÉE | INVITÉE        |
| Elliott with 2 Ts | LOSS    | SAFE    |         | SAFE    | SAFE    | HIGH    | BTM2    | SAFE    | ELIM    |         |         |         |         |         | INVITÉE | INVITÉE        |
| LaLa Ri           | WIN     | SAFE    |         | LOW     | BTM2    | SAFE    | ELIM    |         |         |         |         |         |         |         | GBA     | MISS SYMPATHIE |
| Tamisha Iman      | LOSS    |         | SAFE    | SAFE    | LOW     | ELIM    |         |         |         |         |         |         |         |         | INVITÉE | INVITÉE        |
| Joey Jay          | LOSS    |         | SAFE    | SAFE    | ELIM    |         |         |         |         |         |         |         |         |         | INVITÉE | INVITÉE        |
| Kahmora Hall      | LOSS    |         | SAFE    | ELIM    |         |         |         |         |         |         |         |         |         |         | INVITÉE | INVITÉE        |

 La candidate a remporté la saison.
 La candidate a fini seconde.
 La candidate a été éliminée lors de la finale.
 La candidate a été élue Miss Congeniality.
 La candidate a reçu le Golden Boot Award pour avoir porté la pire tenue de la saison.
 La candidate a perdu le lip-sync du premier épisode de la saison.
 La candidate a perdu le lip-sync du premier épisode de la saison.
 La candidate a gagné le défi.
 La candidate a été une des deux meilleures candidates de la semaine mais a perdu le lip-sync.
 La candidate a reçu des critiques positives et a été déclarée sauve.
 La candidate a été déclarée sauve.
 La candidate a reçu des critiques négatives et a été déclarée sauve.
 La candidate a été en danger d'élimination.
 La candidate a été éliminée.
 La candidate a été invitée lors de l'épisode.

## Lip-syncs
| Épisode | Candidate                                          | vs.                                                | Candidate                                          | Chanson                  | Artiste                                  | Gagnante           |
| ------- | -------------------------------------------------- | -------------------------------------------------- | -------------------------------------------------- | ------------------------ | ---------------------------------------- | ------------------ |
| 1       | Joey Jay                                           | vs.                                                | Kandy Muse                                         | Call Me Maybe            | Carly Rae Jepsen                         | Kandy Muse         |
| 1       | Denali                                             | vs.                                                | LaLa Ri                                            | When I Grow Up           | The Pussycat Dolls                       | LaLa Ri            |
| 1       | Symone                                             | vs.                                                | Tamisha Iman                                       | The Pleasure Principle   | Janet Jackson                            | Symone             |
| 1       | Gottmik                                            | vs.                                                | Utica Queen                                        | Rumors                   | Lindsay Lohan                            | Gottmik            |
| 1       | Olivia Lux                                         | vs.                                                | Rosé                                               | Ex's & Oh's              | Elle King                                | Olivia Lux         |
| 1       | Elliott with 2 Ts vs. Kahmora Hall vs. Tina Burner | Elliott with 2 Ts vs. Kahmora Hall vs. Tina Burner | Elliott with 2 Ts vs. Kahmora Hall vs. Tina Burner | Lady Marmalade           | Christina Aguilera, Pink, Mýa & Lil' Kim | Tina Burner        |
| 2       | Olivia Lux                                         | vs.                                                | Symone                                             | Break My Heart           | Dua Lipa                                 | Symone             |
| 3       | Denali                                             | vs.                                                | Rosé                                               | If U Seek Amy            | Britney Spears                           | Denali             |
| Épisode | Candidate                                          | vs.                                                | Candidate                                          | Chanson                  | Artiste                                  | Candidate éliminée |
| 4       | Denali                                             | vs.                                                | Kahmora Hall                                       | 100% Pure Love           | Crystal Waters                           | Kahmora Hall       |
| 5       | Joey Jay                                           | vs.                                                | LaLa Ri                                            | Fancy                    | Iggy Azalea ft. Charli XCX               | Joey Jay           |
| 6       | Kandy Muse                                         | vs.                                                | Tamisha Iman                                       | Hit 'Em Up Style (Oops!) | Blu Cantrell                             | Tamisha Iman       |
| 7       | Elliott with 2 Ts                                  | vs.                                                | LaLa Ri                                            | Whole Lotta Woman        | Kelly Clarkson                           | LaLa Ri            |
| 8       | Kandy Muse                                         | vs.                                                | Symone                                             | BO$$                     | Fifth Harmony                            | Aucune             |
| 9       | Elliott with 2 Ts                                  | vs.                                                | Utica Queen                                        | Fascinated               | Company B                                | Elliott with 2 Ts  |
| 10      | Denali                                             | vs.                                                | Olivia Lux                                         | Shackles (Praise You)    | Mary Mary                                | Denali             |
| 11      | Tina Burner                                        | vs.                                                | Utica Queen                                        | My Humps                 | Black Eyed Peas                          | Tina Burner        |
| 12      | Symone                                             | vs.                                                | Utica Queen                                        | No Tears Left to Cry     | Ariana Grande                            | Utica Queen        |
| 13      | Kandy Muse                                         | vs.                                                | Olivia Lux                                         | Strong Enough            | Cher                                     | Olivia Lux         |
| 14      | Gottmik vs. Kandy Muse vs. Rosé vs. Symone         | Gottmik vs. Kandy Muse vs. Rosé vs. Symone         | Gottmik vs. Kandy Muse vs. Rosé vs. Symone         | I Learned from the Best  | Whitney Houston                          | Aucune             |
| Épisode | Candidate                                          | vs.                                                | Candidate                                          | Chanson                  | Artiste                                  | Gagnante           |
| 15      | Denali                                             | vs.                                                | LaLa Ri                                            | Be My Lover              | La Bouche                                | Denali             |
| 16      | Kandy Muse                                         | vs.                                                | Rosé                                               | Work Bitch               | Britney Spears                           | Kandy Muse         |
| 16      | Gottmik                                            | vs.                                                | Symone                                             | Gimme More               | Britney Spears                           | Symone             |
| 16      | Kandy Muse                                         | vs.                                                | Symone                                             | Till the World Ends      | Britney Spears                           | Symone             |

 La candidate a remporté le lip-sync et a intégré le premier groupe.
 La candidate a remporté le lip-sync.
 La candidate a été éliminée après sa première fois en danger d'élimination.
 La candidate a été éliminée après sa deuxième fois en danger d'élimination.
 La candidate a été éliminée après sa troisième fois en danger d'élimination.
 La candidate a remporté un lip-sync caritatif offrant 10 000 dollars pour l'association de son choix : la perdante a reçu 5 000 dollars pour l'association de son choix.
 La candidate a remporte le lip-sync et la saison.

## Juges invités
La liste des juges invités de la treizième saison de RuPaul's Drag Race est dévoilée le 1er janvier 2021. En raison de la pandémie de Covid-19 aux États-Unis, leur nombre est largement diminué en comparaison aux autres saisons.
| Juge invité   | Épisode | Épisode | Épisode | Épisode | Épisode | Épisode | Épisode | Épisode | Épisode | Épisode | Épisode | Épisode |
| Juge invité   | 2       | 3       | 4       | 5       | 6       | 7       | 8       | 9       | 10      | 11      | 12      | 13      |
| ------------- | ------- | ------- | ------- | ------- | ------- | ------- | ------- | ------- | ------- | ------- | ------- | ------- |
| Jamal Sims    | ✔       |         |         |         |         |         | ✔       |         |         |         |         |         |
| Nicole Byer   |         | ✔       |         | ✔       |         |         |         |         |         |         |         |         |
| Loni Love     |         |         | ✔       |         | ✔       |         |         |         | ✔       |         | ✔       |         |
| Ts Madison    |         |         |         |         |         | ✔       |         | ✔       |         |         |         |         |
| Cynthia Erivo |         |         |         |         |         |         |         |         |         |         |         | ✔       |

 La célébrité a été juge invitée lors de l'épisode.

### Invités spéciaux
Certains invités apparaissent lors des épisodes, mais ne font pas partie du panel de jurés.
Épisode 4
- Jeffrey Bowyer-Chapman, acteur canadien.

Épisode 5
- Stuart Vevers, styliste britannique.

Épisode 6
- Miguel Zárate, chorégraphe américain.

Épisode 8
- Anne Hathaway, actrice américaine (par visioconférence).

Épisode 9
- Raven, drag queen américaine ;
- Victoria "Porkchop" Parker, drag queen américaine.

Épisode 10
- Char Margolis, autrice et voyante américaine.

Épisode 11
- Jaida Essence Hall, drag queen américaine (par visioconférence).

Épisode 12
- Claudia Norvina Soare, entrepreneuse américaine ;
- Heidi N Closet, drag queen américaine ;
- Nina West, drag queen américaine ;
- Valentina, drag queen américaine.

Épisode 13
- Colin Jost, humoriste américain ;
- Scarlett Johansson, actrice américano-danoise (par visioconférence).

Épisode 14
- Jamal Sims, chorégraphe américain.

Épisode 16
- Bob the Drag Queen, drag queen américaine (par visioconférence) ;
- Cory Booker, homme politique américain (par visioconférence) ;
- Cynthia Lee Fontaine, drag queen américaine (par visioconférence) ;
- Dahlia Sin, drag queen américaine (par visioconférence) ;
- Gigi Goode, drag queen américaine (par visioconférence) ;
- Eureka O'Hara, drag queen américaine (par visioconférence) ;
- Heidi N Closet, drag queen américaine ;
- Jaida Essence Hall, drag queen américaine ;
- Jan, drag queen américaine (par visioconférence) ;
- Kennedy Davenport, drag queen américaine (par visioconférence) ;
- Kim Chi, drag queen américano-coréenne (par visioconférence) ;
- Latrice Royale, drag queen américaine (par visioconférence) ;
- Paris Hilton, entrepreneuse américaine (par visioconférence) ;
- Thorgy Thor, drag queen américaine (par visioconférence) ;
- Victoria "Porkchop" Parker, drag queen américaine (par visioconférence).

## Épisodes
| Fête      | Saint-Valentin | Saint-Valentin    | Saint-Valentin | Saint-Valentin | Jour du drapeau | Jour du drapeau | Jour du drapeau | Jour du drapeau | Premier avril | Premier avril | Premier avril | Premier avril | Premier avril |
| --------- | -------------- | ----------------- | -------------- | -------------- | --------------- | --------------- | --------------- | --------------- | ------------- | ------------- | ------------- | ------------- | ------------- |
| Candidate | Denali         | Elliott with 2 Ts | Kahmora Hall   | Olivia Lux     | LaLa Ri         | Rosé            | Symone          | Utica Queen     | Gottmik       | Joey Jay      | Kandy Muse    | Tamisha Iman  | Tina Burner   |

| Segment   | La naissance du disco | La naissance du disco | La naissance du disco | Disco et sexe     | Disco et sexe | Le studio 54 | Le studio 54 | La mode du disco | La mode du disco | Disco Demolition Night | Disco Demolition Night |
| --------- | --------------------- | --------------------- | --------------------- | ----------------- | ------------- | ------------ | ------------ | ---------------- | ---------------- | ---------------------- | ---------------------- |
| Candidate | Gottmik               | Kandy Muse            | Tina Burner           | Elliott with 2 Ts | Tamisha Iman  | Olivia Lux   | Utica Queen  | Denali           | Rosé             | LaLa Ri                | Symone                 |

| Segment   | Je suis enceinte de mon petit ami imaginaire | Je suis enceinte de mon petit ami imaginaire | Je suis enceinte de mon petit ami imaginaire | Briser le silence : s'échapper du culte du mime | Briser le silence : s'échapper du culte du mime | Briser le silence : s'échapper du culte du mime | Enfants stars : où sont-elles maintenant ? | Enfants stars : où sont-elles maintenant ? | Le cul de mon amie détruit notre amitié | Le cul de mon amie détruit notre amitié |
| --------- | -------------------------------------------- | -------------------------------------------- | -------------------------------------------- | ----------------------------------------------- | ----------------------------------------------- | ----------------------------------------------- | ------------------------------------------ | ------------------------------------------ | --------------------------------------- | --------------------------------------- |
| Candidate | Denali                                       | LaLa Ri                                      | Rosé                                         | Gottmik                                         | Olivia Lux                                      | Utica Queen                                     | Kandy Muse                                 | Symone                                     | Elliott with 2 Ts                       | Tina Burner                             |

| Candidate | Denali | Elliott with 2 Ts | Gottmik | Kandy Muse     | Olivia Lux        | Rosé | Symone         | Tina Burner | Utica Queen |
| Rôle      | Nikita | Miss TokTik       | Natasha | Lady Linked In | Markie Tuckenberg | Foxy | Miss Instaglam | EmShee      | Lady Tweets |

| Candidate  | Denali            | Elliott with 2 Ts | Gottmik      | Kandy Muse     | Olivia Lux    | Rosé         | Symone         | Tina Burner     | Utica Queen |
| Personnage | Jonathan Van Ness | Rue McClanahan    | Paris Hilton | Patrick Starrr | Tabitha Brown | Marie Stuart | Harriet Tubman | Richard Simmons | Bob Ross    |

| Candidate finaliste     | Gottmik      | Kandy Muse        | Rosé               | Symone               |
| ----------------------- | ------------ | ----------------- | ------------------ | -------------------- |
| Victoire(s)             | 2            | 1                 | 3                  | 4                    |
| Épisode(s)              | Épisode 5, 9 | Épisode 12        | Épisodes 8, 11, 13 | Épisode 2, 4, 10, 11 |
| Risque(s) d'élimination | 0            | 3                 | 0                  | 2                    |
| Épisode(s)              | —            | Épisodes 6, 8, 13 | —                  | Épisode 8, 12        |